# 许岭镇
许岭镇，是中华人民共和国安徽省安庆市宿松县下辖的一个乡镇级行政单位。

## 行政区划
许岭镇下辖以下地区：
许岭社区、白云村、灯塔村、宏富村、滴露村、碎石村、大官村、宏兴村、甘霖村、雨岭村、矮脚村和石庙村。